# Autorisation d'accès précoce
Pour les articles homonymes, voir AAP.
Une autorisation d'accès précoce (ou AAP) est un dispositif français créé en juillet 2021 permettant l'accès à certains médicaments considérés comme innovants et/ou en attente d'une autorisation de mise sur le marché (AMM),.
Il remplace les autorisations temporaires d'utilisations (ATU), et particulièrement les ATU d'extensions d'indications (ATUei), les post-ATU, les ATU de cohortes (ATUc) et les prises en charge temporaire (PECT),. Les autorisations d'accès compassionnel (AAC) ont quant à elles remplacé les ATU nominatives (ATUn) et les recommandations temporaires d’utilisation (RTU),.